# Mimas pallida-costipunctata
Mimas pallida-costipunctata är en fjärilsart som beskrevs av Tutt 1902. Mimas pallida-costipunctata ingår i släktet Mimas och familjen svärmare. Inga underarter finns listade i Catalogue of Life.